# Ferenczi Sándor (pszichoanalitikus)
Ferenczi Sándor, született Fraenkel Sándor (Miskolc, 1873. július 7. – Budapest, 1933. május 22.) orvos, pszichoanalitikus, a budapesti pszichoanalitikus iskola megteremtője.

## Munkássága
Sigmund Freud egyik legközelebbi munkatársa és barátja volt. Lényeges szerepet játszott a nemzetközi pszichoanalitikus mozgalom megszervezésében. Élete utolsó éveiben gondolatait a napi terápiás tapasztalatokról a Klinikai naplóban örökítette meg. Megfigyelései, kísérletező hozzáállása a modern pszichoterápia előfutárává tette, gondolatai progresszív irányba mozdították el a kor pszichoanalitikus elméleteit, így rámutatott arra, hogy 
- a terápiában lényeges szerepet játszik az áttétel-viszontáttétel jelensége. Ráirányította a figyelmet a viszontáttélre, azaz a pacienssel kapcsolatos érzések és gondolatok megjelenésére a terapeutában, amellyel kétoldalúvá tette terápiás kapcsolatot, és a terápiás munka hatékonyságát.
- a terapeuta nem kérdőjelezi meg a paciens szubjektív élményeinek valóság alapját, elfogadja azokat a beszámolókat, melyeket a páciens állít; vagy legalábbis olyan belső történésként, melyet a páciens valósnak érez.
- a pszichoterápiában a humanista módszer is célravezet, az analitikusnak nem kell feltétlenül távolságtartónak lenni a pácienssel szemben, nem kell feltétlenül leküzdenie a viszontáttétel okozta érzelmi kötődést,
- a páciensek által felidézett gyermekkori, felnőttek általi szexuális bántalmazás rendelkezik valóságalappal és ilyen esetekben ez tekinthető a pszichés megbetegedések traumatikus okának – ezzel a feltételezésével ellentmondott Freud azon álláspontjának, hogy a gyermekkorban elszenvedett szexuális atrocitásokról szóló élmények sokszor csak fantáziák, a pszichoszexuális fejlődés belső konfliktusainak kivetítései; ez a nézetkülönbség Ferenczi és Freud kapcsolatában végleg törést jelentett.

## Életútja

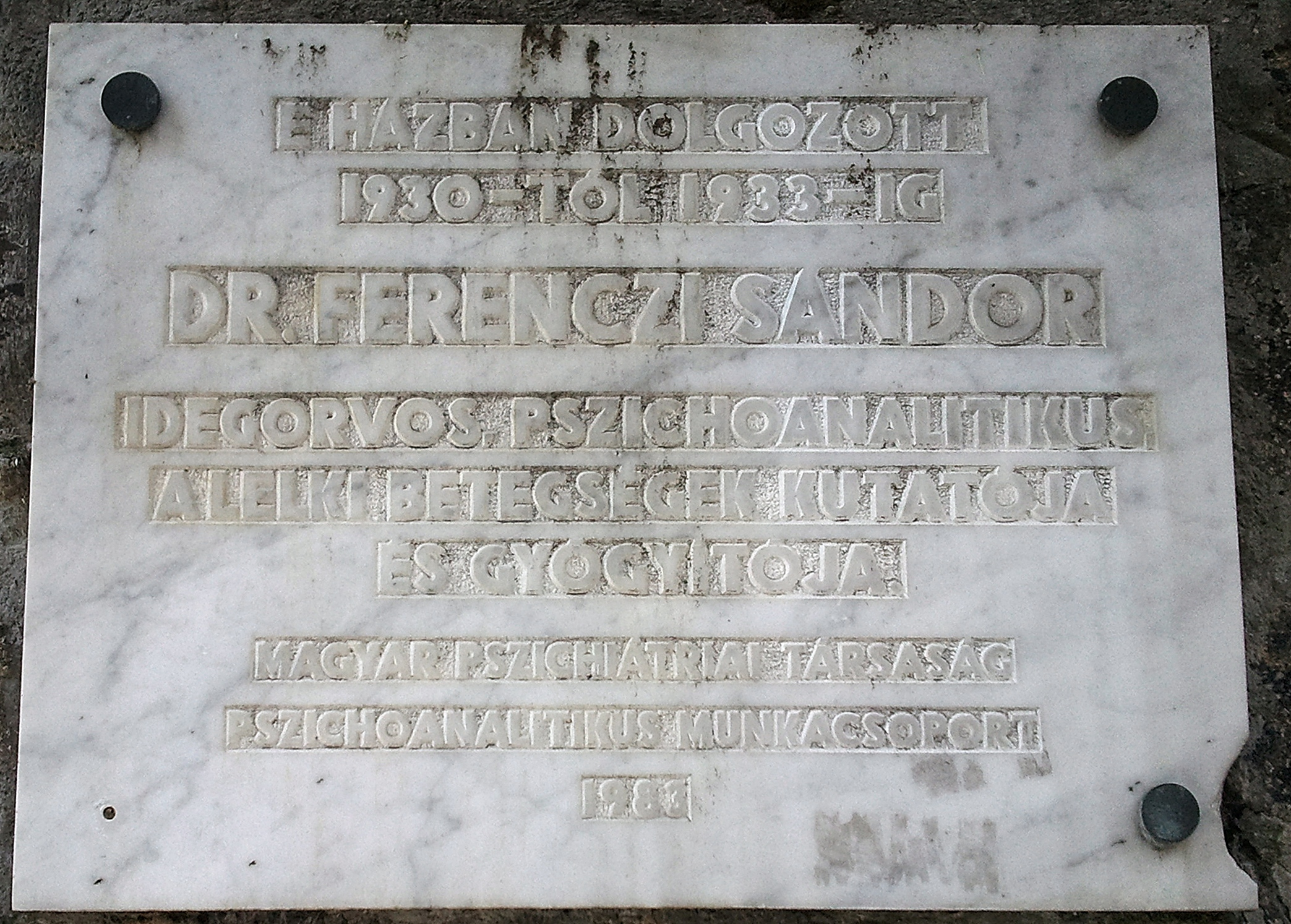
Emléktáblája: Budapest I. kerület Lisznyai utca 11.

Anyja Eibenschütz Róza, apja Fraenkel Bernát, akinek jól menő könyvesboltja volt a mai Széchenyi utca 13. alatti épület helyén, és a bolt fölött volt a lakásuk (1963-ban bontották le). Édesapját tizenhat évesen vesztette el. A mai Herman Ottó Múzeum papszeri épületében működő református gimnáziumban tanult kilencéves korától, és 1890-ben leérettségizett. Tanulmányait ezután Bécsben folytatta, 1890 és 1894 között.
Miután a bécsi egyetemen diplomát szerzett, 1898-tól katonai szolgálatot teljesített Budapesten, és több kórházban is dolgozott idegorvosként. 1908-ban felkereste Freudot, szoros barátság szövődött közöttük, élete ettől kezdve összefonódott a pszichoanalitikus mozgalommal. 1913-ban megalapította a Magyar Pszichoanalitikus Egyesületet. Amellett, hogy Freud számos új gondolata a Ferenczivel való levelezés és beszélgetés során alakult ki, Ferenczi maga is jelentős, eredeti tanulmányokkal gazdagította a lélekelemzés tudományát. 
A Magyarországi Tanácsköztársaság idején Radó Sándor elérte Kun Bélánál Ferenczi Sándor egyetemi tanári kinevezését. Ferenczi így a pszichoanalízis első egyetemi tanárává vált a világon. Sigmund Freud is örömmel üdvözölte ezt a sikert. A Tanácsköztársaság bukása után Ferenczit emiatt kizárták a Budapesti Királyi orvosegyesületből.
Nézetei gyakran megelőzték a pszichoanalízis későbbi fejlődését: ilyen az „anya-gyerek” kapcsolat középpontba állítása, a viszontáttétel minden addiginál mélyebb átélése, a pszichoanalitikus folyamatban a kétszemélyes kapcsolat jelentőségének a felismerése. Leghíresebb tanítványai Bálint Mihály, Bálint Alice, Hermann Imre az ő gondolataiból indultak ki saját életművük megalkotásában. Noha az ő munkásságuk is jelentősen befolyásolta a pszichoanalízis modern fejlődését, a lélekelemzés „budapesti iskolájának” hírét és rangját máig Ferenczi Sándor neve fémjelzi.

## Magyarul
- Lélekelemzés. Értekezések a psychoanalysis köréből; előszó Sigmund Freud; Szilágyi, Budapest, 1910
- Lelki problémák a pszichoanalízis megvilágításában; Nyugat, Budapest, 1912
- Ideges tünetek keletkezése, eltűnése és egyéb értekezések a pszichoanalízis köréből; Dick, Budapest, 1914
- A hisztéria és a pathoneurózisok. Pszichoanalitikai értekezések; Dick, Budapest, 1919
- A pszichoanalizis haladása. Értekezések; Dick, Budapest, 1919
- Katasztrófák a nemi működés fejlődésében. Pszichoanalitikai tanulmány; Pantheon, Budapest, 1928
- A pszichoanalízis rövid ismertetése; Pantheon, Budapest, 1937
- Lelki problémák a pszichoanalízis tükrében. Válogatás Ferenczi Sándor tanulmányaiból; összeáll., sajtó alá rend., előszó Linczényi Adorján; Magvető, Budapest, 1982 (Magyar hírmondó)
- Lélekgyógyászat. Válogatott írások; vál. Gulyás Katalin; Kossuth, Budapest, 1991
- Klinikai napló, 1932; sajtó alá rend., jegyz. Judith Dupont, bev. Bálint Mihály, ford. Vég Katalin, szerk. Gellériné Lázár Márta; Akadémiai, Budapest, 1996
- Technikai írások; Animula, Budapest, 1997 (A pszichoterápia klasszikusai)
- Ferenczi Sándor a pszichoanalízis felé. Fiatalkori írások, 1897–1908; sajtó alá rend., szerk., bev., utószó Mészáros Judit, jegyz. Magyar László András, Mészáros Judit; Osiris, Budapest, 1999
- Ferenczi Sándor; vál., sajtó alá rend., bev., jegyz. Erős Ferenc; Új Mandátum, Budapest, 2000 (Magyar panteon)
- Sigmund Freud–Ferenczi Sándorː Levelezés, 1908–1933, 1-6.; szerk. Eva Brabant, Ernst Falzeder, Patrizia Giampieri-Deutsch, Haynal André, kéziratátírás Ingeborg Meyer-Palmedo, sajtó alá rend. Erős Ferenc, Kovács Anna, ford. Berényi Gábor, Schulcz Katalin, Székely Zsófia, Zay Balázs; Thalassa Alapítvány–Pólya, Budapest, 2000–2005
- Ferenczi Sándor levelezése Ernest Jonesszal és Georg Groddeckkal; szerk. Erős Ferenc, Kovács Anna Székács Judit, ford. Bottka Petrik, Dobos Elvira; Thalassa Alapítvány–Imágó Egyesület, Budapest, 2010
- Lélekelemzés. Értekezések a pszichoanalízis köréből; előszó Sigmund Freud; Belső Egész-ség, Onga, 2010

### Ferenczi Sándor összes művei (2022–)
- 1. Ferenczi a pszichoanalízis felé. Preanalitikus írások, 1897–1908; szerk., sajtó alá rend. Mészáros Judit, jegyz. Mészáros Judit, Magyar László András; Oriold és Társai, Ferenczi Sándor Egyesület, Budapest, 2022
- 2. Ferenczi, a katalizátor, 1908–1913; szerk. és sajtó alá rend. Harmatta János és Bókay Antal; Oriold és Társai, Ferenczi Sándor Egyesület, 2023
- 3. Háború, forradalmak, pszichoanalízis, 1914–1919; szerk. és sajtó alá rend. Borgos Anna és Pető Katalin; Oriold és Társai, Ferenczi Sándor Egyesület, 2023
- 4. A pszichoanalízis fejlődési céljai, 1920–1924; szerk. és sajtó alá rend. Kiss Tibor Cece, Kőváry Zoltán, Papp Barbara; Oriold és Társai, Ferenczi Sándor Egyesület, 2024
- 5. Ősi folyamatok, terápiás technikák, 1924–1927; szerk. és sajtó alá rend. Bókay Antal és Harmatta János; Oriold és Társai, Ferenczi Sándor Egyesület, 2024

## Szakirodalom
- Judith Dupont: Az idő fonalán... Analitikus útinapló; előszó, jegyz. Vincze Anna, ford. Weiszburg Anna; Oriold, Budapest, 2017
- Benoît Peeters: Ferenczi Sándor. A pszichoanalízis fenegyereke; ford. Mihancsik Zsófia; Kossuth, Budapest, 2021